# Маркато Бјанко (Палермо)
Маркато Бјанко је насеље у Италији у округу Палермо, региону Сицилија.
Према процени из 2011. у насељу је живело 113 становника. Насеље се налази на надморској висини од 656 м.